# Stanislav Moravec
Stanislav Moravec (* 8. března 1964) je bývalý slovenský fotbalista, záložník.

## Fotbalová kariéra
Hrál za Inter Bratislava, Duklu Banská Bystrica, ve Francii druhou ligu za FC Martigues, ŠK Slovan Bratislava a Spartak Trnava. Za reprezentaci Slovenska nastoupil ve 4 utkáních. V Lize mistrů nastoupil v sezóně 1992-1993 za Slovan ve 3 utkáních a dal 1 gól.